# Thérèse-Anne Druart
Thérèse-Anne Druart (* 1945) ist eine belgische Philosophin.

## Leben
Nach dem Erwerb eines M.A. 1968 promovierte sie im Jahr 1973 in Philosophie an der Université catholique de Louvain mit einer Dissertation über Platon. Sie nahm dann im Jahr 1975 ein B. Phil. in Orientalistik, Abteilung für Islamische Philosophie und Theologie des Mittelalters, an der Universität Oxford. Von 1975 bis 1976 war sie wissenschaftliche Mitarbeiterin am Center for Middle Eastern Studies der Harvard University. Von 1978 bis 1987 unterrichtete sie an der Georgetown University als Assistant und Associate Professorin. 1987 wechselte sie an die School of Philosophy der Catholic University of America, wo sie 1997 ordentliche Professorin wurde. Im Jahr 2019 wurde sie von ihrer Universität mit der Shahan Medal geehrt und ist nach dreißig Jahren als Professorin, davon fünfzehn zugleich als Universitätsdirektorin, emeritiert.
Neben ihrer Lehrtätigkeit an der Catholic University of America war sie im Frühjahr 1993 Gastprofessorin für andalusisch-arabische Philosophie an der Universität Navarra. Im Herbst 1995 unterrichtete sie ein wöchentliches Seminar über arabische Philosophie an der University of Pennsylvania. Während des Sommers war sie zweimal Gastprofessorin an der Université Catholique de Madagascar. Im Mai 2005 gab sie ein einwöchiges Intensivseminar zu Avicennas Metaphysik an der Universidad de los Andes.

## Schriften (Auswahl)
- als Herausgeberin: Arabic philosophy and the West. Continuity and interaction. Washington, D.C. 1988, ISBN 0-932568-15-7.
- als Herausgeberin: Relations. From having to being. Washington, D.C. 1993, ISBN 0-918090-26-3.
- als Herausgeberin: Reason in history. Washington, D.C. 1995, ISBN 0-918090-28-5.
- als Herausgeberin: The recovery of form. Washington, D.C. 1996, ISBN 0-918090-29-6.